# Ingenico

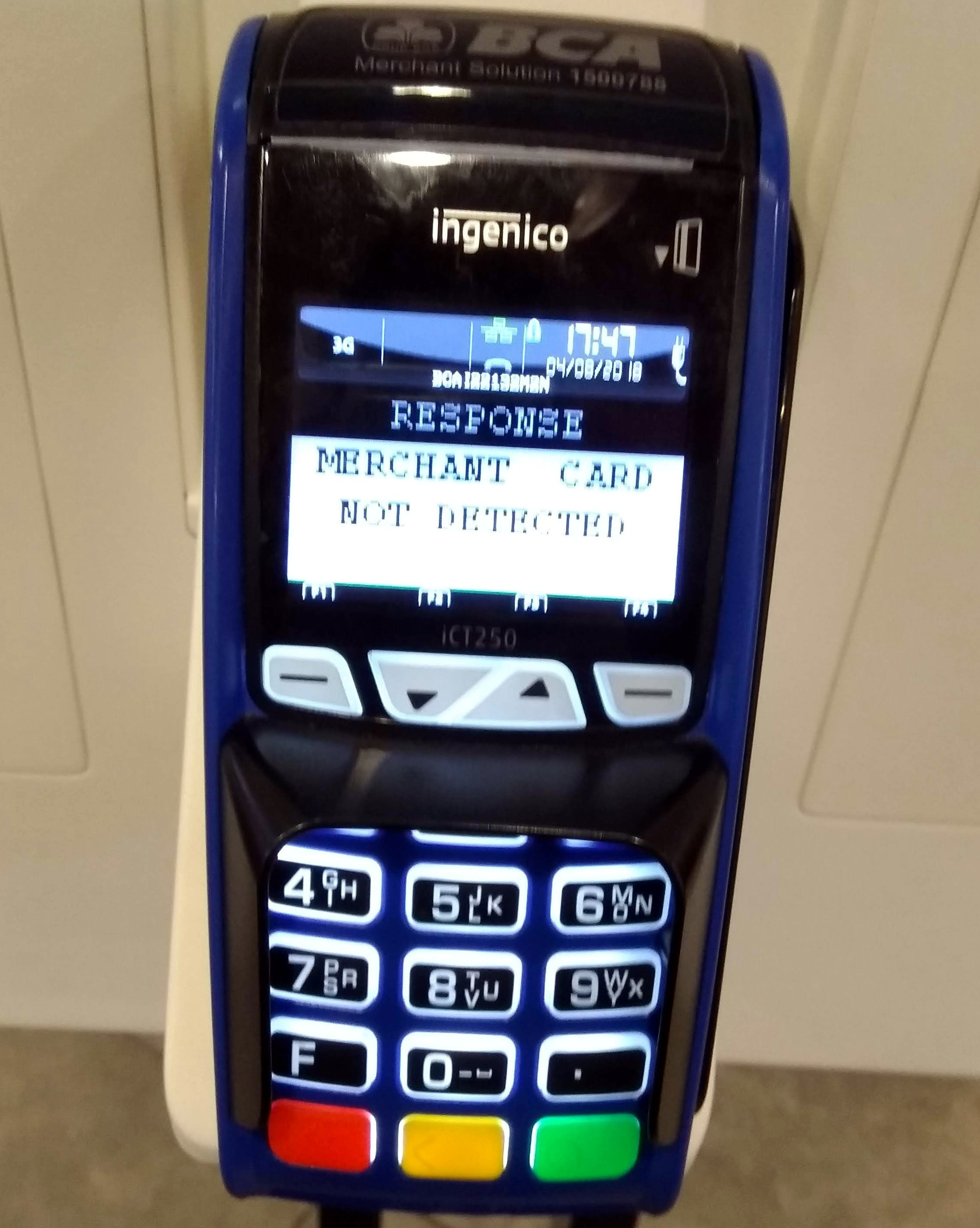
Ingenico iCT250

Ingenico — французская компания, предоставляющая технологии, используемые для безопасных электронных транзакций. Её традиционный бизнес основан на производстве точек продажи (POS) платежных терминалов, а также полное программное обеспечение оплаты и связанных с ним услуг, программное обеспечение для продавцов.
Модельная продукция:                               серия IPP:320,350,220.                                           серия ICT:250,220                                        серия move:5000,2500,3500.                                серия IWL:250,220,221.                                         серия Lane:3000,5000                                         серия ISC:250         серия Link:2500                                            серия Desk:3500

## История

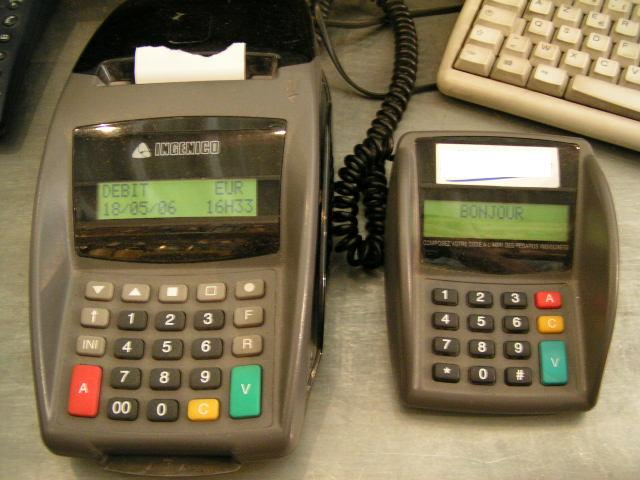
Терминал Ingenico Elite 510 и отдельная клавиатура

Ingenico основана во Франции Жан-Жаком Путрелем и Мишелем Мальуитром в 1980 году. Штаб-квартира находится в Париже.
Ingenico Group производит более 7 миллионов POS-терминалов в год. А общее количество работающих устройств Ingenico для приема пластиковых карт превышает 27 миллионов по всему миру.

## Платежные услуги Ingenico
4 июня 2014 года Ogone преобразовался в Ingenico Payment Services, флагманским брендом Ingenico Group в области цифровых платежных услуг.  Основными являются три бренда: Ingenico Smart Terminals, Ingenico Mobile Solutions и Ingenico Payment Services. Ingenico Payment Services группирует деятельность по приобретениям, сделанную Ingenico за последние годы, включая Ogone, TUNZ, easycash, easycash Loyalty Solutions и AXIS (отличается от индийского AxisBank ).